# Kościół Kidane Mehret
Kościół Kidane Mehret w Jerozolimie lub Kościół Przymierza Miłosierdzia (gyyz: ኪዳነ፡ ምሕረት፡), należy do klasztoru Debre Genet (Klasztor Raju (ደብረ፡ ገነት፡) Etiopskiego Kościoła Ortodoksyjnego i znajduje na południe od dzielnicy Me’a Sze’arim.

## Opis
Kościół dedykowany jest „Przymierzu Miłosierdzia”, czyli obietnicy Chrystusa, że przebaczy grzechy tym, którzy szukają wstawiennictwa Maryi. Kościół Kidane Mehret jest zbudowany na planie koła z kopułą, o łącznej wysokości ok. 30 metrów. Podobnie jak w większości kościołów etiopskich, wnętrze składa się z 3 koncentrycznych pierścieni. W centrum znajduje się kwadratowe meqdes (መቅደስ፡), czyli sanktuarium, zwane także qiddiste qiddusan (ቅድስተ፡ ቅዱሳን፡), „święte świętych”, do którego mogą wstępować tylko kapłani i diakoni, a które zawiera tabot (replikę Kamiennych Tablic Mojżesza), nad którymi sprawowana jest Eucharystia. Tę środkową część otacza okrąg, nazywany qiddist (ቅድስት፡) „święty”, przeznaczony dla tych, którzy mogą przyjąć Komunię świętą. Zewnętrzny pierścień, qne mahlet (ቅኔ፡ ማሕሌት፡) przeznaczony jest dla kantorów i ogółu wiernych. Wnętrze kościoła ozdabiają freski, przedstawiające anioły i świętych. Kościół otaczają budynki klasztorne.

## Historia
Cesarz Etiopii Jan IV Kassa za środki finansowe, pozyskane ze zwycięskiej kampanii przeciwko Ismailowi Paszy z Egiptu, zakupił ziemie na płn.-zach. od jerozolimskiego Starego Miasta. Budowę klasztoru i kościoła w tym miejscu rozpoczęto w 1893, a kościół konsekrowano w 1901.
Od 1850 istnieje też inny klasztor mnichów etiopskich (zwany Sułtańskim, Deir Es-Sultan), zbudowany na dachu kaplicy św. Heleny Bazyliki Grobu Świętego.

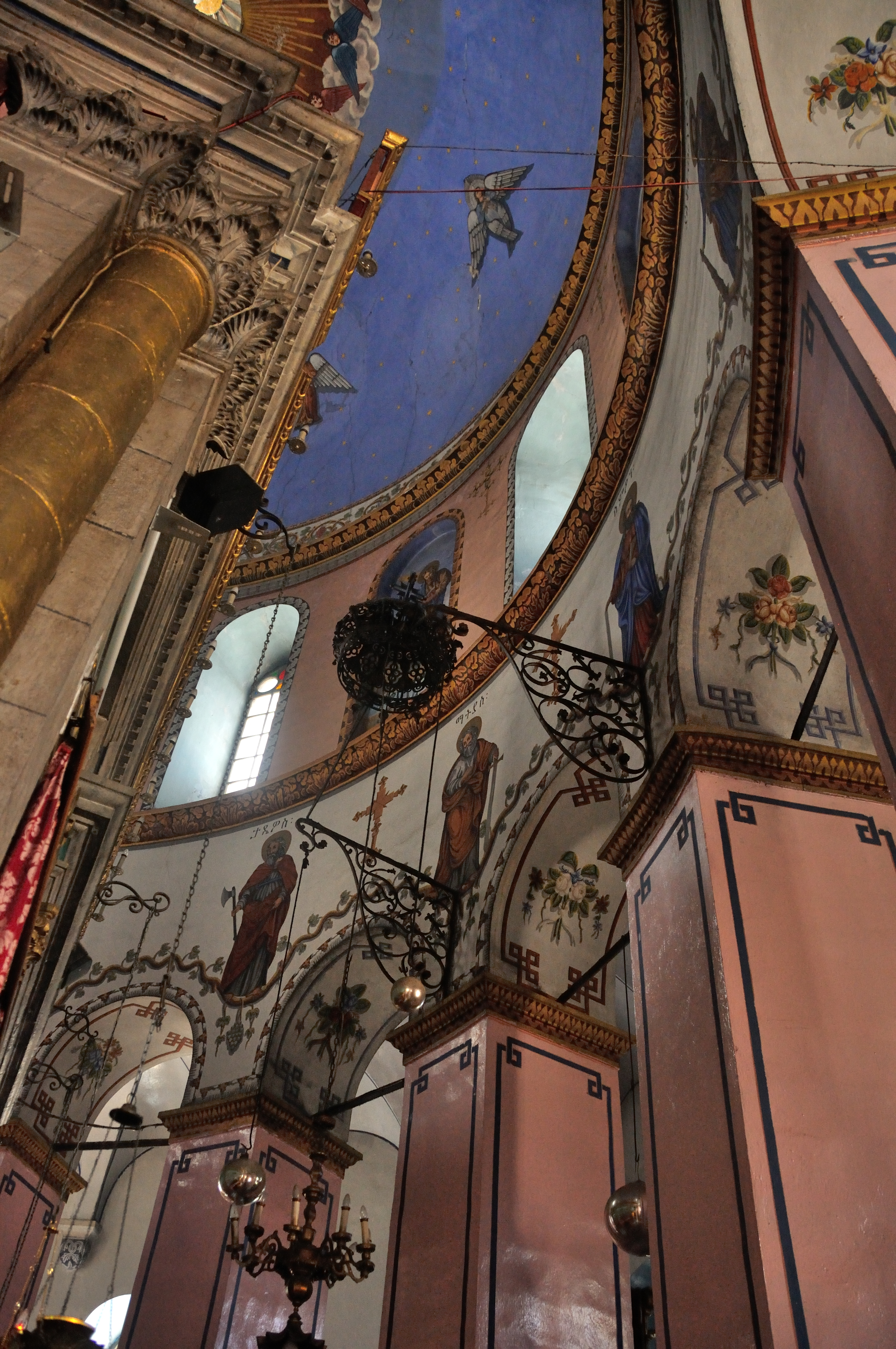
wnętrze kościoła
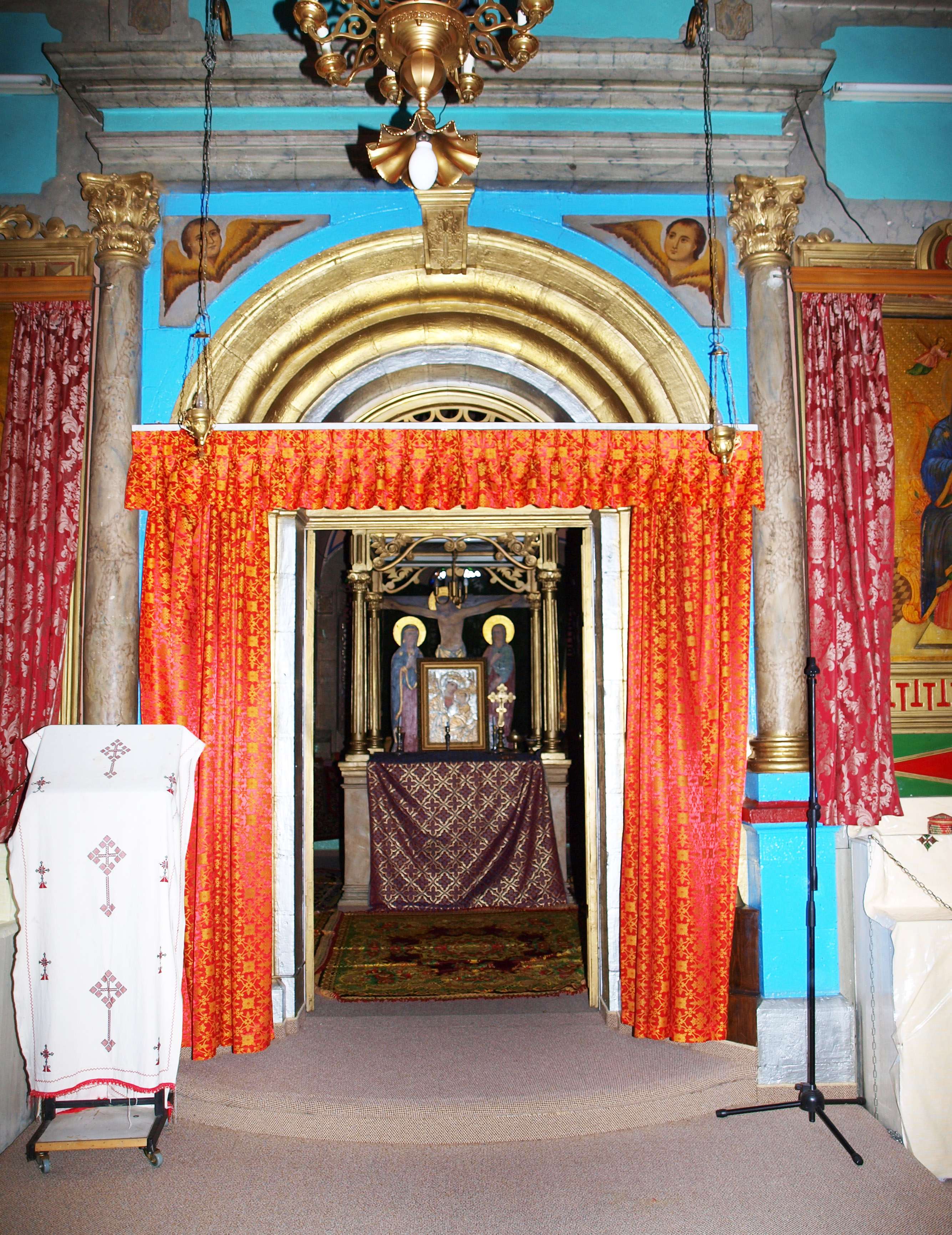
główny ołtarz
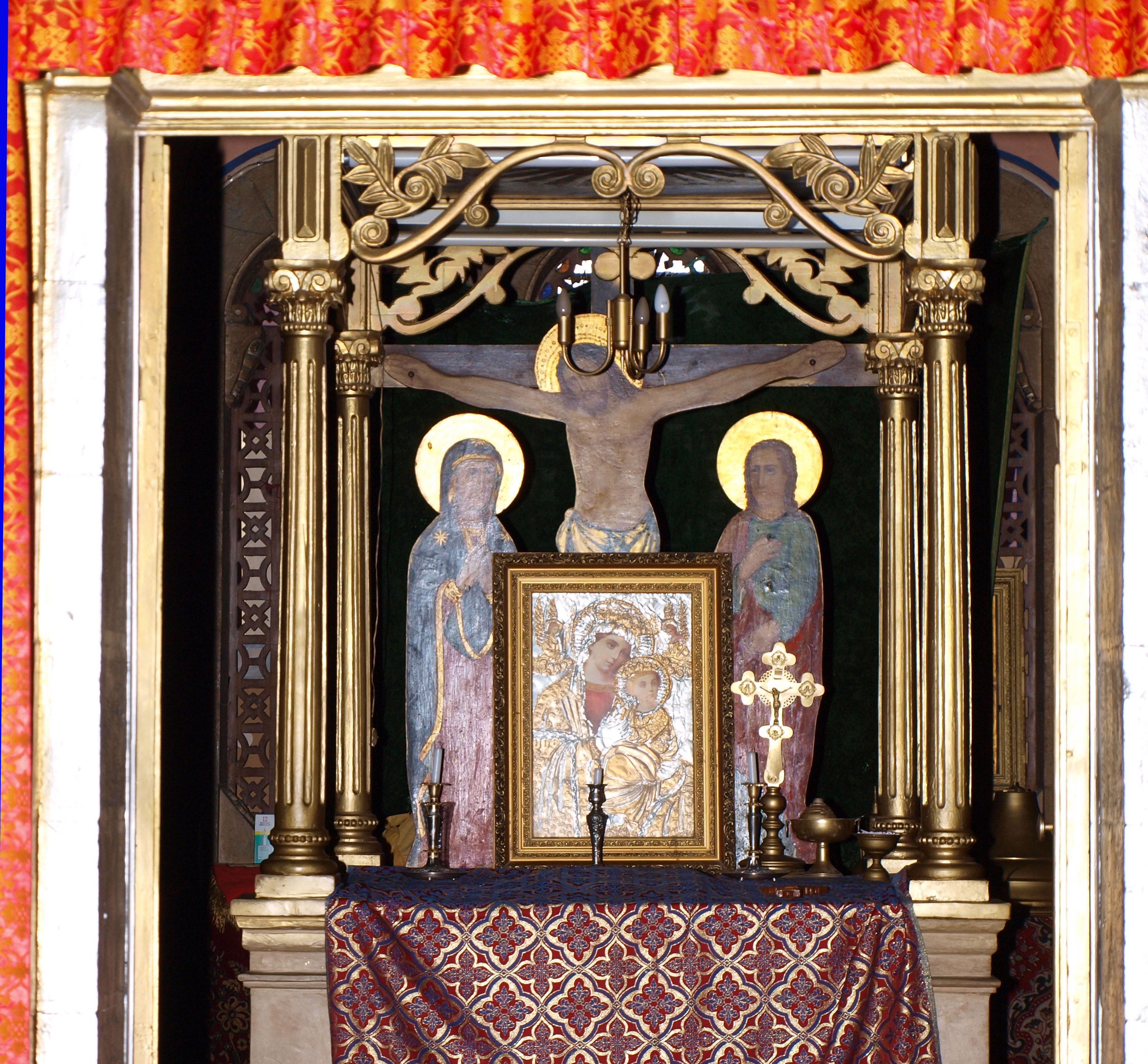
główny ołtarz
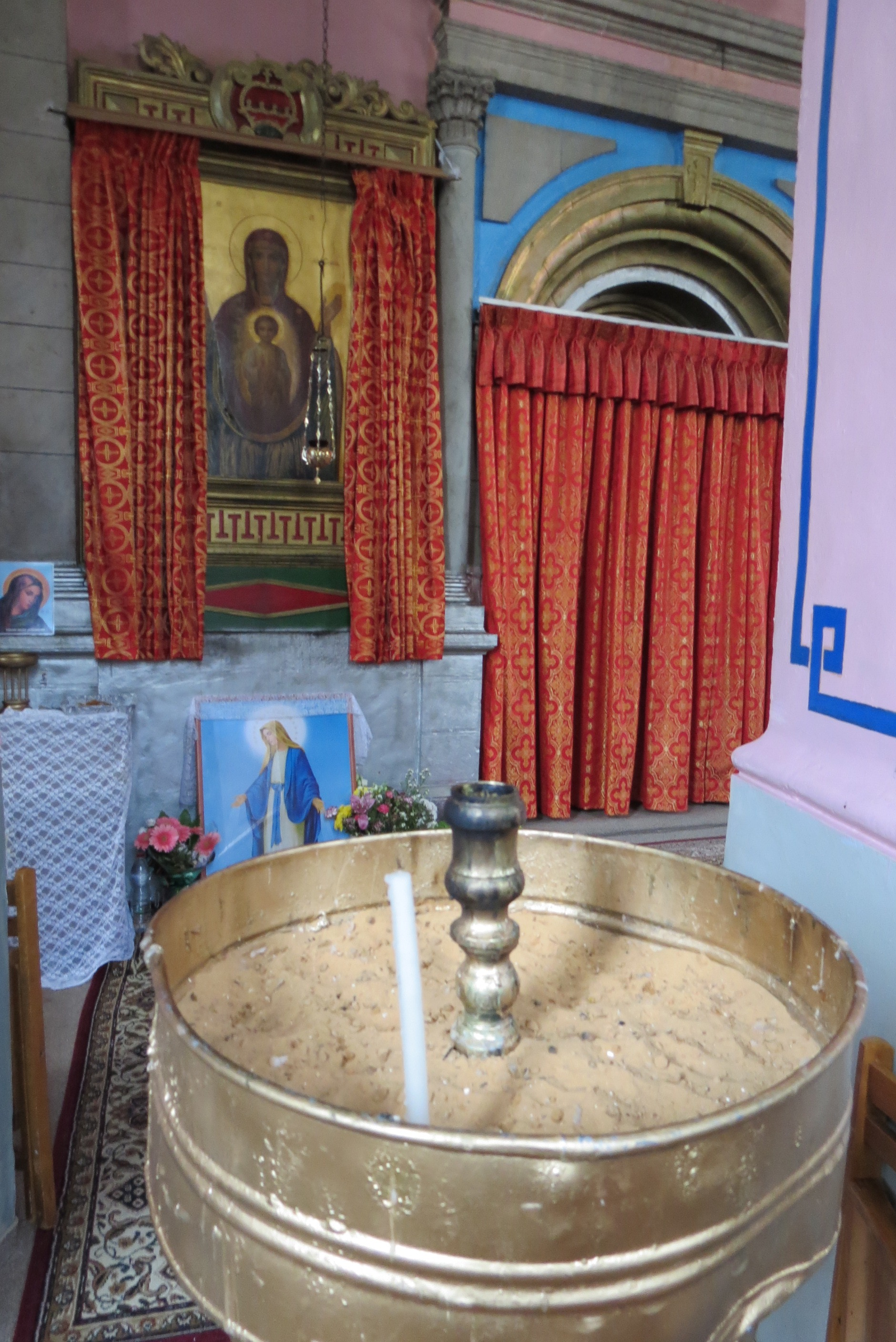
wnętrze kościoła
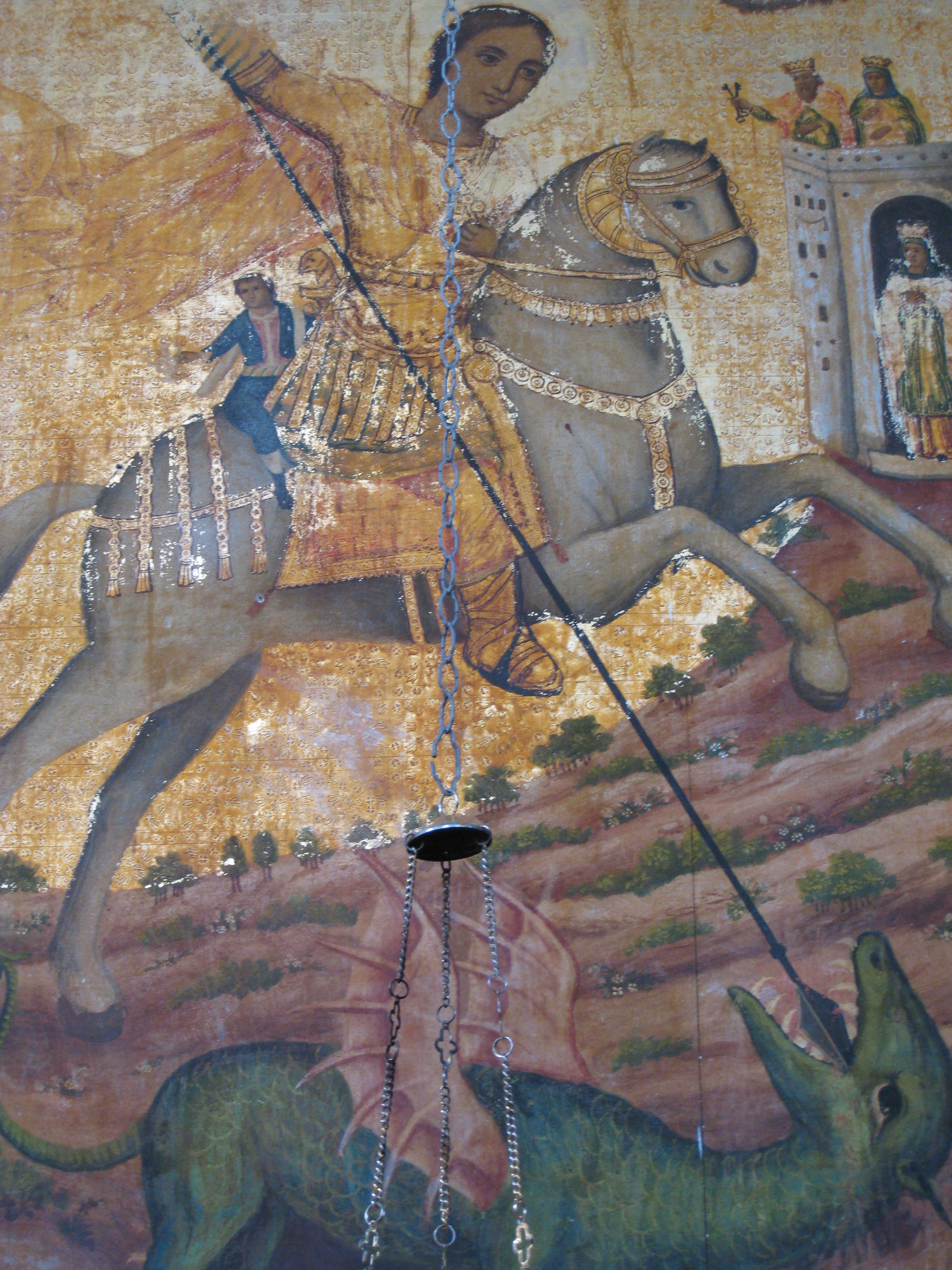
Św. Jerzy
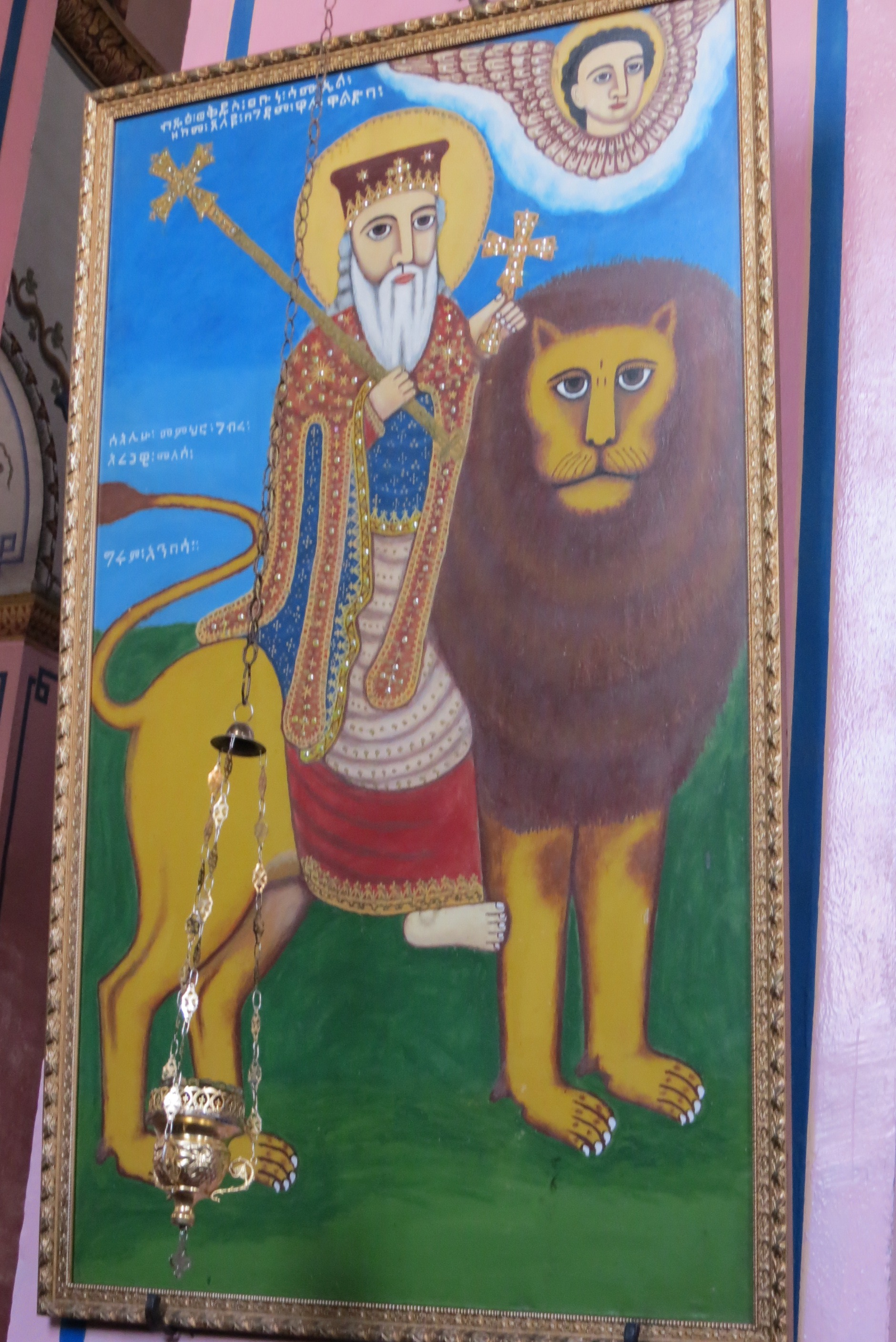
obraz świętego
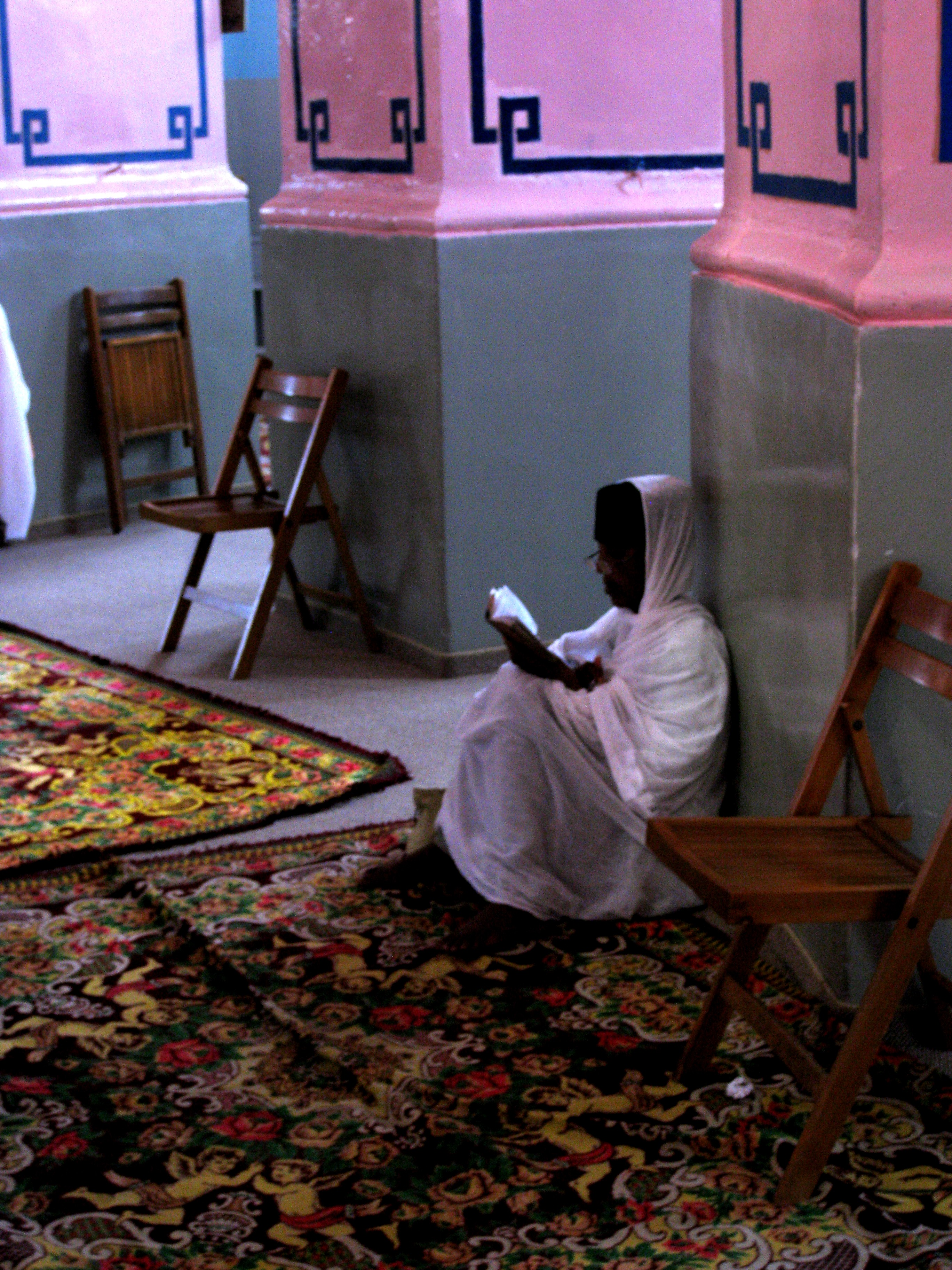
modlitwa
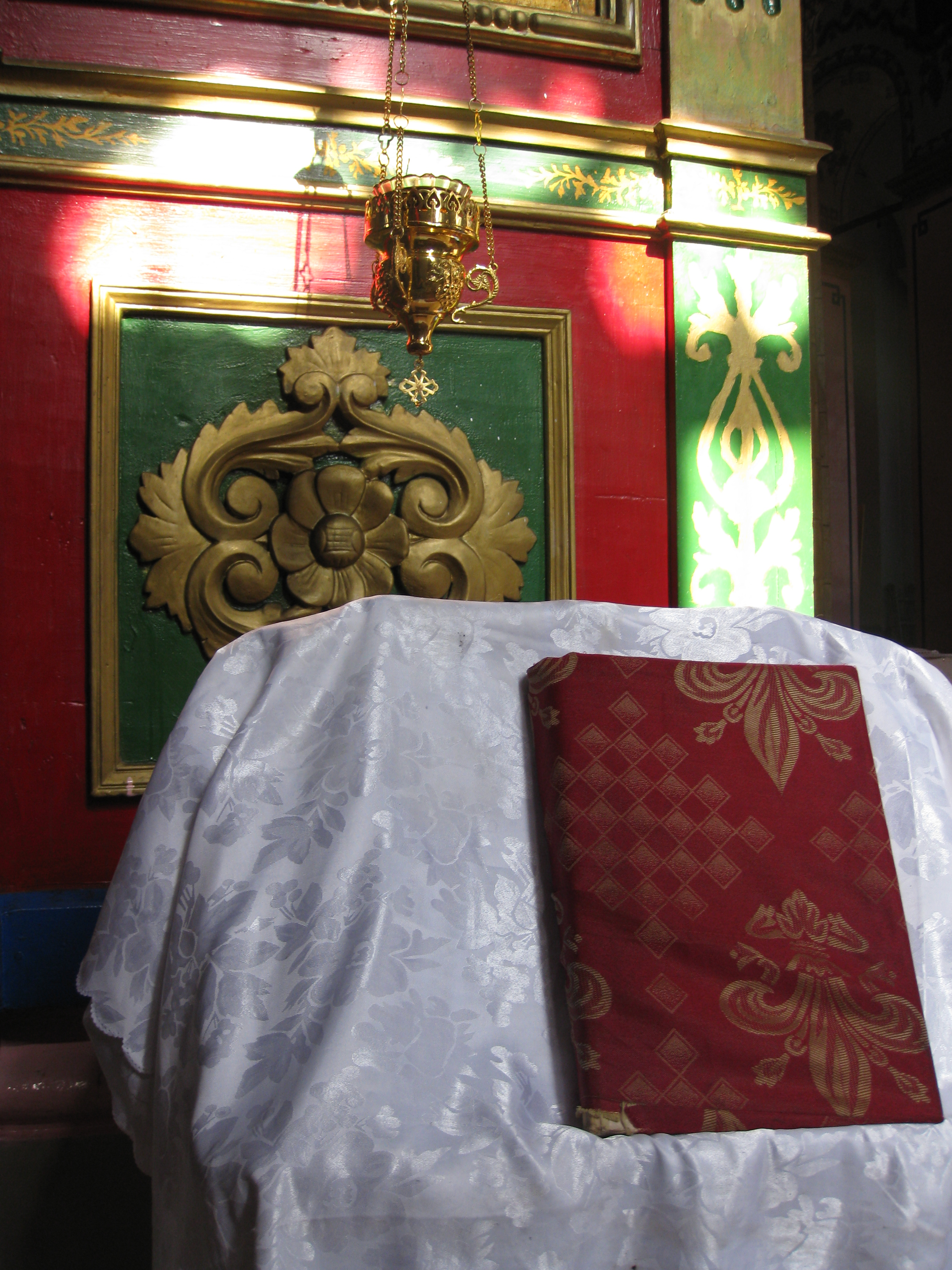
księga liturgiczna